# Isidoro de la Peña
Isidoro de la Peña fue un político chileno, que se desempeñó como diputado por Curicó, intendente de la antigua provincia de Colchagua y gobernador del departamento de Curicó.

## Biografía
Fue el primer gobernador del corregimiento de Curicó tras la independencia de Chile, removido el español Juan de Dios Macaya, en 1817. Participó en la jura de la independencia realizada el 20 de febrero de 1817. Ejerció dicho cargo hasta 1822. En 1830 fue gobernador del departamento de Curicó.
Diputado suplente por Curicó, en el Congreso General Constituyente de 1823, 12 de agosto-31 de diciembre de 1823. No se incorporó. Diputado propietario por Curicó, en el Congreso Nacional Constituyente de 1826, 4 de julio de 1826-22 de junio de 1827; fue reemplazado por el segundo propietario electo, porque se excusó de concurrir, por sufrir de sordera.
Entre 1826 y 1827 fue intendente de la provincia de Colchagua.